# Ptilocercus lowii
Ptilocercus lowii är ett däggdjur i familjen spetsekorrar och den enda arten i sitt släkte. Den skiljer sig ganska mycket från andra spetsekorrar och listas därför i en egen underfamilj, Ptilocercinae.

## Kännetecken
Påfallande är djurets mörka svans som är naken, bara svansens spets bär långa vitaktiga hår så att den liknar en fjäder. Pälsen på bålens och huvudets ovansida är mörkbrun till mörk gråbrun och på undersidan förekommer gulgrå päls. Som alla spetsekorrar har arten en långdragen nos. Öronen är lite större och tunnare en hos andra spetsekorrar. Djurets kroppslängd ligger mellan 10 och 14 centimeter och därtill kommer en 13 till 19 centimeter lång svans. Vikten varierar mellan 25 och 60 gram. Vid framtassarna och bakfötterna förekommer fem fingrar respektive tår som är utrustade med korta klor.

## Utbredning och habitat
Denna spetsekorre förekommer på Malackahalvön, på norra Sumatra, på norra och västra Borneo samt på några mindre öar i samma region. Den lever i skogar upp till 1200 meter över havet. Ptilocercus lowii föredrar områden med många klätterväxter.

## Levnadssätt
Som enda art i familjen är Ptilocercus lowii aktiv på natten. Vid olika tillfällen iakttogs några individer tillsammans som troligen var en familj. Den vistas huvudsakligen på träd och har bra förmåga att klättra och hoppa men den söker även på marken efter föda. Svansen används för att hålla balansen och troligen är den även ett känselorgan. På dagen vilar flera individer tillsammans i självbyggda bon av blad och kvistar. Nästet göms i trädens håligheter eller mellan epifyter. Platsen ligger vanligen 12 till 20 meter ovanför marken.

## Föda
Djuret äter bland annat insekter och mindre ryggradsdjur som geckoödlor samt frukter.
Enligt en studie som utkom 2008 dricker den ofta nektar från palmen Eugeissona tristis som har en alkoholhalt upp till 3,8 procent. Arten visar trots allt inga tecken på berusning. Troligen har den mekanismer för att nedbryta alkoholen. Forskarna antar att alkoholen har positiva fysiologiska effekter för djuret.

## Fortplantning
Det är lite känt om artens fortplantningssätt. Enligt uppskattningar varar dräktigheten i 45 till 55 dagar och per kull föds ett till fyra ungdjur. Om honan diar sina ungar lika sällan som andra spetsekorrar är likaså oklar.
I fångenskap levde ett exemplar 2 år och 8 månader.

## Hot
I några regioner hotas beståndet av skogens omvandling till trädodlingar eller jordbruksmark. Arten är sällsynt men listas av IUCN som livskraftig.